# Сан Базилио
Сан Базѝлио (на италиански: San Basilio; на сардински: Santu Asili e Monti, Санту Азили е Монти) е село и община в Южна Италия, провинция Южна Сардиния, автономен регион и остров Сардиния. Разположено е на 415 m надморска височина. Населението на общината е 1273 души (към 2012 г.).